# Sami Belgroun
Sami Belgroun (ar. سامي بلقروني ;ur. 12 kwietnia 1975) – algierski judoka. Dwukrotny olimpijczyk. Zajął trzynaste miejsce w Sydney 2000 i odpadł w eliminacjach w Atenach 2004. Walczył w wadze półciężkiej.
Uczestnik mistrzostw świata w 1999 i 2001. Startował w Pucharze Świata w latach 1999-2001. Srebrny medalista igrzysk afrykańskich w 1999 i 2003. Sześciokrotny medalista mistrzostw Afryki w latach 1998 - 2004.
Chorąży reprezentacji na ceremonii zamknięcia igrzysk w Atenach.

## Letnie Igrzyska Olimpijskie 2000
| Konkurencja | Eliminacje           | Eliminacje                | Repasaże               | Klas. końcowa |
| Konkurencja | Przeciwnik I         | Przeciwnik II             | Przeciwnik I           | Miejsce       |
| ----------- | -------------------- | ------------------------- | ---------------------- | ------------- |
| 100 kg      | Jang Sung-ho (KOR) Z | Stéphane Traineau (FRA) P | Jurij Stiopkin (RUS) P | 13.           |

## Letnie Igrzyska Olimpijskie 2004
| Konkurencja | Eliminacje          | Eliminacje               | Klas. końcowa |
| Konkurencja | Przeciwnik I        | Przeciwnik II            | Miejsce       |
| ----------- | ------------------- | ------------------------ | ------------- |
| 100 kg      | Ramón Ayala (PUR) Z | Iweri Dżikurauli (GEO) P | II runda.     |